# Pusey (Haute-Saône)
Pour les articles homonymes, voir Pusey.
Pusey est une commune française située dans l'agglomération nord de Vesoul, dans le département de la Haute-Saône, la région culturelle et historique de Franche-Comté et la région administrative Bourgogne-Franche-Comté

## Géographie

### Transports en commun
La ville est desservie par le réseau des transports en commun V-Bus de la communauté d'agglomération de Vesoul : Lignes 2, 10, D1 et D2.

### Climat
Pour des articles plus généraux, voir Climat de la Bourgogne-Franche-Comté et Climat de la Haute-Saône.
En 2010, le climat de la commune est de type climat des marges montargnardes, selon une étude du Centre national de la recherche scientifique s'appuyant sur une série de données couvrant la période 1971-2000. En 2020, Météo-France publie une typologie des climats de la France métropolitaine dans laquelle la commune est exposée à un climat semi-continental et est dans la région climatique  Lorraine, plateau de Langres, Morvan, caractérisée par un hiver rude (1,5 °C), des vents modérés et des brouillards fréquents en automne et hiver. 
Pour la période 1971-2000, la température annuelle moyenne est de 10,3 °C, avec une amplitude thermique annuelle de 17,4 °C. Le cumul annuel moyen de précipitations est de 974 mm, avec 12,5 jours de précipitations en janvier et 9,5 jours en juillet. Pour la période 1991-2020, la température moyenne annuelle observée sur la station météorologique de Météo-France la plus proche, « Vesoul Ville », sur la commune de Vesoul à 4 km à vol d'oiseau, est de 11,5 °C et le cumul annuel moyen de précipitations est de 1 007,7 mm. 
La température maximale relevée sur cette station est de 40,5 °C, atteinte le 25 juillet 2019 ; la température minimale est de −22,2 °C, atteinte le 16 janvier 1966,,. 
Les paramètres climatiques de la commune ont été estimés pour le milieu du siècle (2041-2070) selon différents scénarios d'émission de gaz à effet de serre à partir des nouvelles projections climatiques de référence DRIAS-2020. Ils sont consultables sur un site dédié publié par Météo-France en novembre 2022.

## Urbanisme

### Typologie
Au 1er janvier 2024, Pusey est catégorisée bourg rural, selon la nouvelle grille communale de densité à sept niveaux définie par l'Insee en 2022.
Elle appartient à l'unité urbaine de Vesoul, une agglomération intra-départementale regroupant huit  communes, dont elle est une commune de la banlieue,,. Par ailleurs la commune fait partie de l'aire d'attraction de Vesoul, dont elle est une commune de la couronne,. Cette aire, qui regroupe 158 communes, est catégorisée dans les aires de 50 000 à moins de 200 000 habitants,.

### Occupation des sols
L'occupation des sols de la commune, telle qu'elle ressort de la base de données européenne d’occupation biophysique des sols Corine Land Cover (CLC), est marquée par l'importance des territoires agricoles (78,5 % en 2018), en diminution par rapport à 1990 (86 %). La répartition détaillée en 2018 est la suivante : 
prairies (54 %), terres arables (18,1 %), zones urbanisées (10,7 %), zones agricoles hétérogènes (6,5 %), zones industrielles ou commerciales et réseaux de communication (4,8 %), mines, décharges et chantiers (3,4 %), forêts (2,6 %). L'évolution de l’occupation des sols de la commune et de ses infrastructures peut être observée sur les différentes représentations cartographiques du territoire : la carte de Cassini (XVIIIe siècle), la carte d'état-major (1820-1866) et les cartes ou photos aériennes de l'IGN pour la période actuelle (1950 à aujourd'hui).

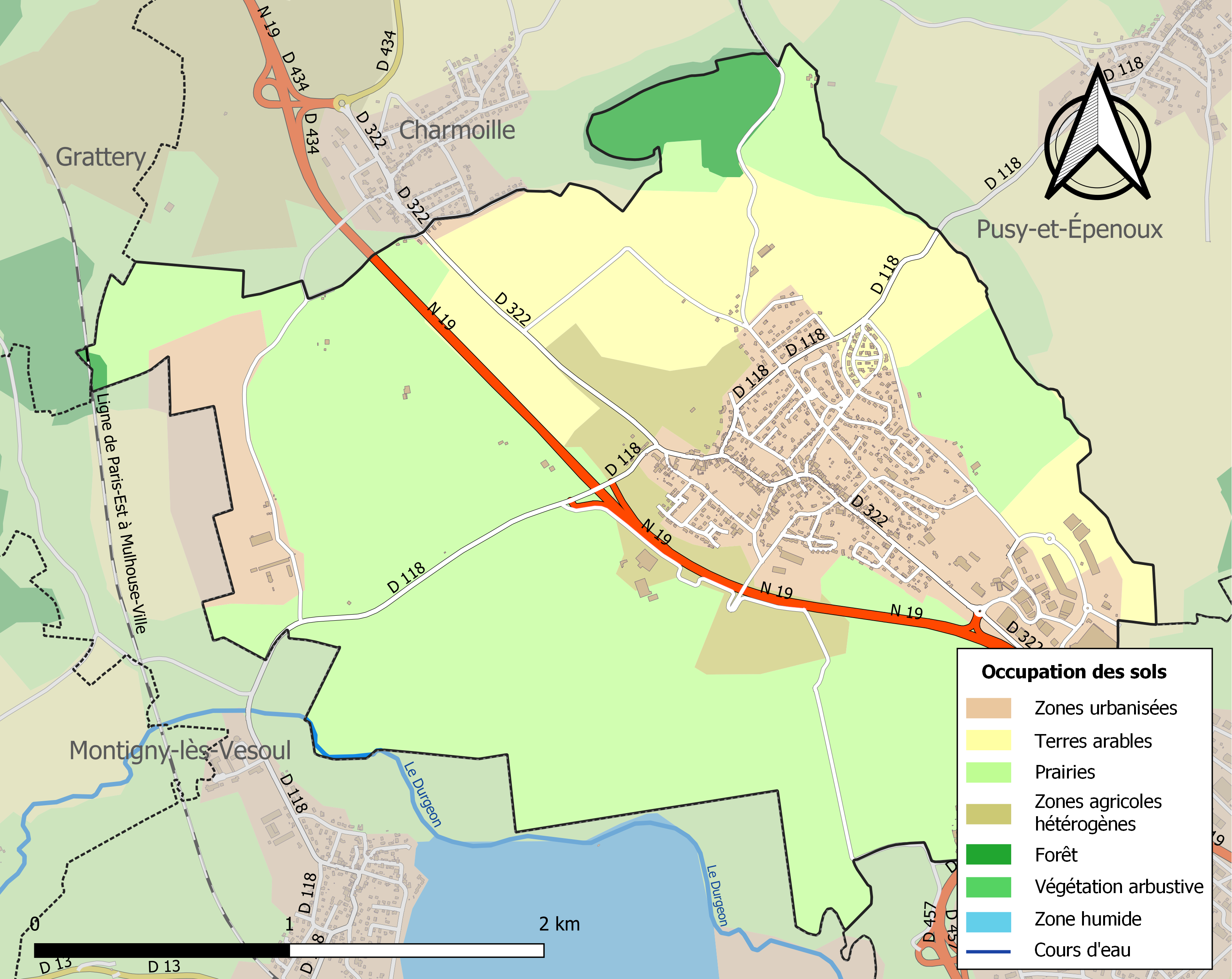
Carte des infrastructures et de l'occupation des sols de la commune en 2018 (CLC).

## Politique et administration

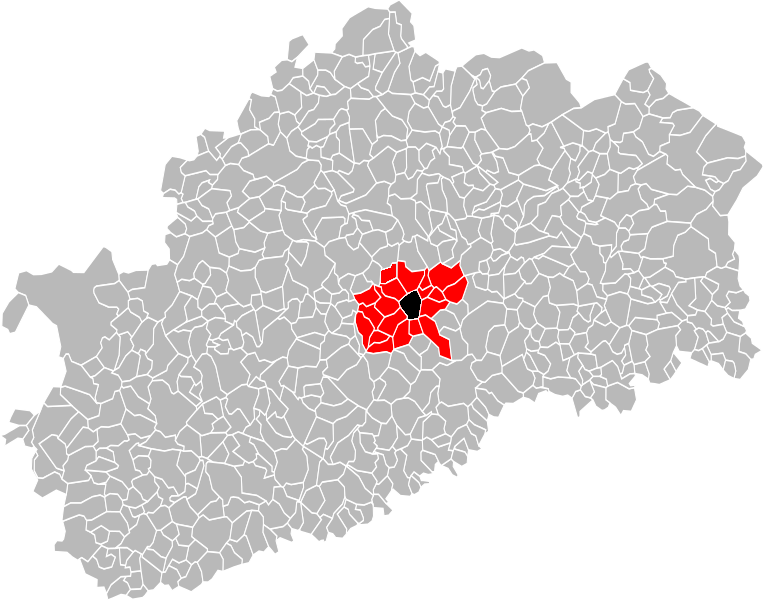
Carte départementale montrant en rouge les communes de la communauté d'agglomération de Vesoul.

### Rattachements administratifs et électoraux
La commune fait partie de l'arrondissement de Vesoul du département de la Haute-Saône, en région Bourgogne-Franche-Comté. Pour l'élection des députés, elle dépend de la première circonscription de la Haute-Saône.
Elle faisait partie depuis 1793 du canton de Vesoul. Celui-ci est scindé en 1973 et la commune intègre le canton de Vesoul-Ouest. Dans le cadre du redécoupage cantonal de 2014 en France, la commune fait désormais partie du canton de Vesoul-1.

### Intercommunalité
La commune  fait partie depuis 1969 du District urbain de Vesoul, transformé en 2001  en communauté de communes de l'agglomération de Vesoul, puis en 2012 la communauté d'agglomération de Vesoul, appartenant elle-même au pays de Vesoul et du Val de Saône.

### Tendances politiques et résultats

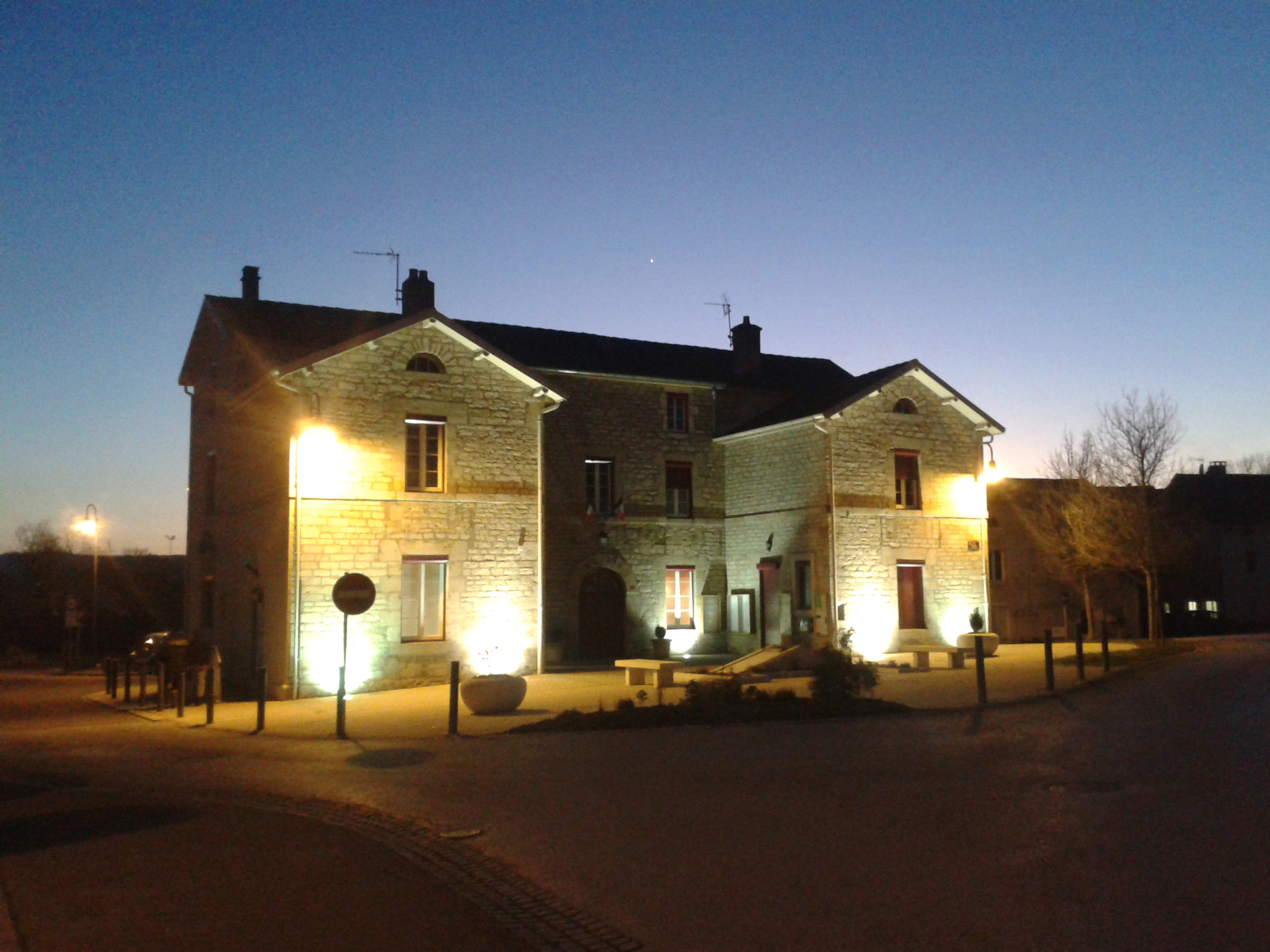
La mairie de Pusey.

### Liste des maires
| Période                                  | Période                       | Identité           | Étiquette | Qualité                                                       |
| ---------------------------------------- | ----------------------------- | ------------------ | --------- | ------------------------------------------------------------- |
| Les données manquantes sont à compléter. |                               |                    |           |                                                               |
| 1977                                     | 1983                          | Christian Girardot |           |                                                               |
| 1983                                     | 1989                          | Pierre Normand     |           |                                                               |
| mars 1989                                | En cours (au 12 octobre 2016) | René Regaudie      |           | Directeur de coopérative ovine Réélu pour le mandat 2014-2020 |

## Population et société

### Démographie
L'évolution du nombre d'habitants est connue à travers les recensements de la population effectués dans la commune depuis 1793. Pour les communes de moins de 10 000 habitants, une enquête de recensement portant sur toute la population est réalisée tous les cinq ans, les populations de référence des années intermédiaires étant quant à elles estimées par interpolation ou extrapolation. Pour la commune, le premier recensement exhaustif entrant dans le cadre du nouveau dispositif a été réalisé en 2008.

En 2022, la commune comptait 1 437 habitants, en évolution de −3,56 % par rapport à 2016 (Haute-Saône : −1,4 %, France hors Mayotte : +2,11 %).
| 1793 | 1800 | 1806 | 1821 | 1831 | 1836 | 1841 | 1846 | 1851 |
| ---- | ---- | ---- | ---- | ---- | ---- | ---- | ---- | ---- |
| 639  | 678  | 765  | 731  | 716  | 794  | 951  | 767  | 717  |

| 1856 | 1861 | 1866 | 1872 | 1876 | 1881 | 1886 | 1891 | 1896 |
| ---- | ---- | ---- | ---- | ---- | ---- | ---- | ---- | ---- |
| 605  | 584  | 583  | 573  | 575  | 522  | 516  | 489  | 507  |

| 1901 | 1906 | 1911 | 1921 | 1926 | 1931 | 1936 | 1946 | 1954 |
| ---- | ---- | ---- | ---- | ---- | ---- | ---- | ---- | ---- |
| 470  | 449  | 439  | 370  | 339  | 344  | 359  | 368  | 373  |

| 1962 | 1968 | 1975 | 1982 | 1990 | 1999  | 2006  | 2008  | 2013  |
| ---- | ---- | ---- | ---- | ---- | ----- | ----- | ----- | ----- |
| 376  | 364  | 519  | 826  | 912  | 1 106 | 1 392 | 1 474 | 1 506 |

| 2018  | 2022  | - | - | - | - | - | - | - |
| ----- | ----- | - | - | - | - | - | - | - |
| 1 457 | 1 437 | - | - | - | - | - | - | - |

### Enseignement
La commune fait partie d'un regroupement pédagogique intercommunal (RPI) regroupant les enfants de Pusey, Pusy-et-Épenoux et Charmoille. Pour l'année scolaire 2016-2017, ce RPI compte six classes à Pusey, deux classes à Charmoille et une classe à Pusy-et-Épenoux.

### Santé
La commune s'est dotée en 2016 d'une maison médicale située au centre du village de deux cabinets médicaux et un cabinet paramédical. Elle dispose également d'une pharmacie créée en 1983 puis transférée en 2008 au centre commercial.
L'hôpital le plus proche est le centre hospitalier de Vesoul.

### Sports
- Deux terrains de football.

## Économie

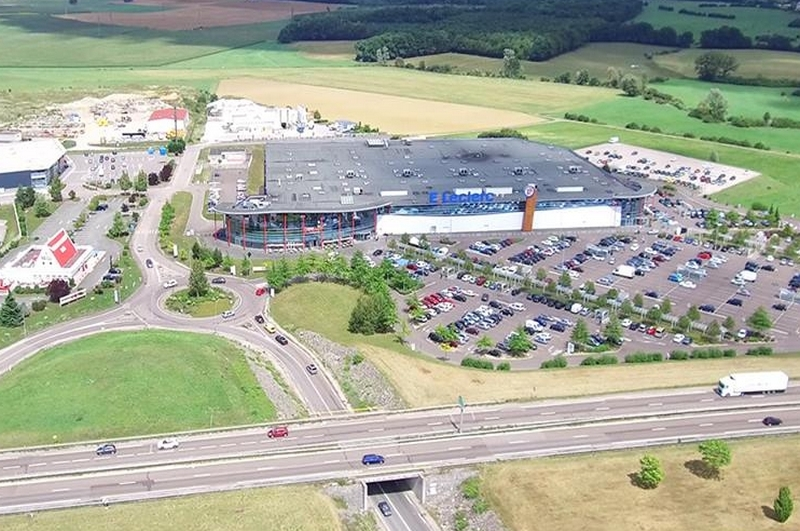
L'hypermarché E. Leclerc de la zone commerciale de l'Oasis.

La commune compte une zone d'activités du tertiaire : l'Oasis. De plus, plusieurs commerces se trouvent dans le centre de la ville.

## Culture locale et patrimoine

### Lieux et monuments

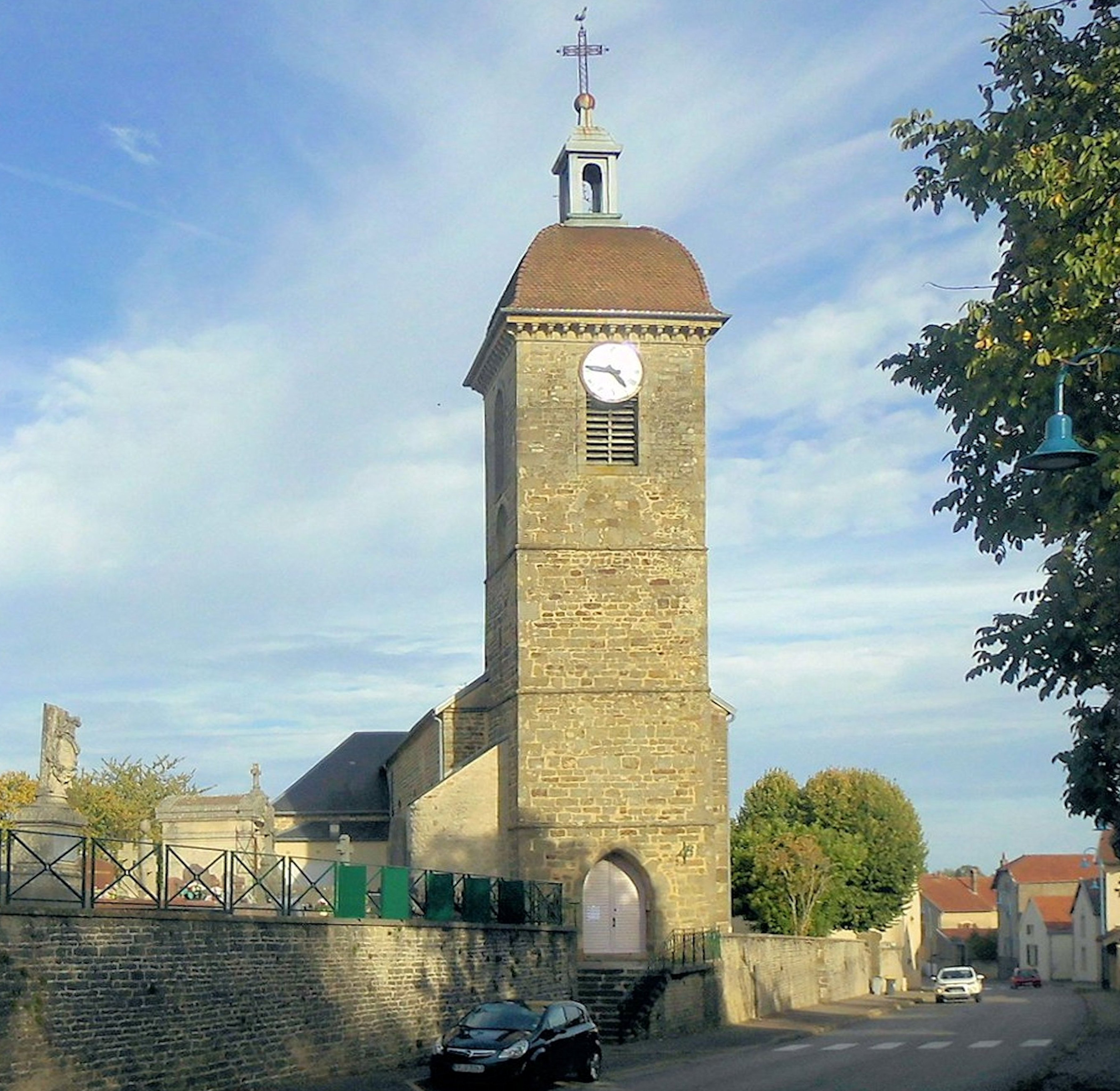
L'église Saint-Maurice à Pusey

- La maison dans laquelle Robespierre résida pendant sa mission en Haute-Saône existe toujours.
- Dans l'église du XVIIe siècle, on peut trouver le maître-autel qui était destiné au Trianon de Versailles.

### Personnalités liées à Pusey
- Gustave Courtois, né en 1852, artiste peintre français représentant du style académique.
- Valérie Ekoume, chanteuse camerounaise qui habita à Pusey
- André Vuillien, homme politique décédé à Pusey

### Héraldique
|  | Les armes de la commune se blasonnent ainsi : D’azur à la bande vivrée d’or accompagnée en chef d’une étoile de six rais d’argent et en pointe d’un croissant du même. |